# Anna Krasna Praček
Anna Krasna-Praček, slovenska pisateljica in publicistka, * 30. november 1900, Dolga Poljana, † 2. marec 1988, Ljubljana.

## Življenje
Po italijanski okupaciji Primorske se je leta 1920 izselila v ZDA, kjer je sprva živela med rudarji v Pensilvaniji. Tam je živelo že veliko Slovencev, ki so izoblikovali podporna, izobraževalna in kulturna društva, v katera se je včlanila tudi ona. Da bi se prilagodila novemu okolju, se je vpisala v večerne tečaje, učila se je jezika... 
Leta 1923 se je poročila s fantom iz rodne vasi, Adolfom Krasno. Zaradi velike gospodarske krize leta 1929 so številni rudarji izgubili delo in se razselili po vsej Ameriki. Ana se je z možem preselila v New York, kjer sta ostala 40 let. Leta 1972 se je vrnila v Ajdovščino.

## Delo
Leposlovje je pričela pisati kmalu po prihodu v Ameriko, z novinarstvom pa se je pričela ukvarjati med 2. svetovno vojno, najprej kot pomožna (1942–1944), nato pa kot glavna urednica lista Glas naroda (1946–1948). Nekaj časa je bila zaposlena tudi pri Ameriškem uradu za vojne informacije, pri slovenskih oddajah radia Glas Amerike, in pri Ameriškem odboru za pomoč Jugoslaviji. Leta 1949 je pomagala ustanoviti hrvaški Novi list in bila leto dni njegova upravnica in urednica. Pri listu slovenske narodne podporne jednote Prosveta je delala od 1951–1952 in se nato vrnila kot upravnica h Glasu naroda, ga 1954 odkupila in ga rešila pred propadom, ki pa se je zaradi premajhne naklade vseeno zgodil leta 1963. Novinarske prispevke je pisala tudi za revije Mladinski list, Proletarec, Majski glas, Enakopravnost, Nova doba, Cankarjev glasnik in Napredek. 
V letih 1942–1945 je poučevala slovenščino na šoli v Brooklynu ter delovala v več organizacijah za pomoč matični domovini med 2. svetovno vojno in po njej. Sodelovala je tudi pri ameriškem  Rdečem križu. 
Njene pesmi so izhajale v periodičnem tisku, prav tako črtice, novele in povesti. V novelah se zgleduje po ameriških short story. Iz njenih pesmi odsevata globoko občutenje in prizadetost. Tudi tematika pesmi je proletarska, izseljenska z razpoznavnimi življenjepisnimi prvinami, med njimi pa so tudi take z otroško in mladinsko motiviko. Njeno delo so zaznamovali velika gospodarska kriza in delavski boji za pravice.
Že od doma je poznala pesmi Simona Gregorčiča, v Ameriki pa je v izseljenskih listih prebirala pesmi Toneta Seliškarja,  Mileta Klopčiča in drugih. 
Leta 1950 je v New Yorku izdala pesniško zbirko Za lepše dni. 
Po vrnitvi v Ajdovščino pa je izdala 3 knjige: leta 1978 zbirko člankov in črtic z izseljensko tematiko Med dvema domovinama, leta 1980 izbor časopisnih člankov, dokumentarnih zapisov, novel in korespondence Moja ameriška leta ter 1986 pa izbor svoje poezije v zbirki Pesmi izseljenke.
Za svoje kulturno in društveno delovanje med Slovenci v Ameriki je prejela številna odlikovanja — zlati znak Osvobodilne fronte (1974), državno odlikovanje Red republike s srebrnim vencem (1980), postala pa je tudi častna članica Slovenske izseljenske matice. 